# Comuna Kijevo, Šibenik-Knin
Kijevo este o comună în cantonul Šibenik-Knin, Croația, având o populație de 417 locuitori (2011).

## Demografie
Componența etnică a comunei Kijevo
     Croați (100%)
     Necunoscut (0%)
     Neclasificat (0%)
Componența confesională a comunei Kijevo
     Catolici (100%)
     Necunoscută (0%)
Conform recensământului din 2011, comuna Kijevo avea 417 locuitori. Din punct de vedere etnic, majoritatea locuitorilor (100,0%) erau croați. Din punct de vedere confesional, majoritatea locuitorilor (100,0%) erau catolici.